# Hans Michaelis
Hans Michaelis (* 7. August 1914 in Duisburg; † 4. Oktober 1998 in Köln) war ein deutscher Volkswirtschaftler, europäischer Energiepolitiker und Hochschullehrer.

## Leben
Michaelis studierte ab 1932 Naturwissenschaften und Mathematik gefolgt von Volkswirtschaftslehre (Dipl.-Volksw.) in den Städten Freiburg i. Br., Berlin und Bonn. Er promovierte 1938 zum Dr. rer. pol.
Ab 1938 war er in Bremen als Wirtschaftssachverständiger Senator für die Wirtschaft tätig, danach ab 1941 in Berlin als Referatsleiter Reichskommissar für die Preisbildung. In den Jahren 1945–1946 als Adviser for pricing problems des Supreme Headquarters Allied Expeditionary Forces (SHAEF) in Frankfurt, dann in den Jahren 1946–1950 also Generalsekretär Preisrat für die französische Besatzungszone. Er wechselt nach Bonn als Leiter Referat Preispolitik des Bundesministerium für Wirtschaft in den Jahren 1950–1953. Er war zu dieser Zeit auch Mitglied der deutschen Schumanplan-Delegation und Teil des Interimausschusses zur Vorbereitung einer Europäischen Verteidigungsgemeinschaft in Paris.
Ab 1953 war Michaelis insgesamt 25 Jahre in der europäischen Verwaltung tätig: Als Abteilungsleiter bei der Hohen Behörde der Europäischen Gemeinschaft für Kohle und Stahl (EGKS) in Luxemburg, als Direktor und später Generaldirektor für Wirtschaft der Europäischen Atomgemeinschaft (Euratom) in den Jahren 1960–1967 in Brüssel, danach als Generaldirektor für Forschung und Technologie der Kommission der Europäischen Gemeinschaft.
Er war Mitglied der Enquete-Kommission „Zukünftige Kernenergie-Politik“.
Von 1969 bis 2001 war er Honorarprofessor an der Universität zu Köln für ausgewählte Fragen der Energiewirtschaft (Energiepolitik und Kernenergieentwicklung).

## Auszeichnungen
Hans Michaelis ist Träger des Großen Bundesverdienstkreuzes.

## Schriften
- Hans Michaelis: Existenzfrage: Energie. Die Antwort: Kernenergie. Econ Verlag, Düsseldorf 1980.
- Hans Michaelis: Handbuch der Kernenergie (Vol. 1 und 2). 2. Auflage. dtv wissenschaft, München 1982, ISBN 3-423-04367-9.
- Hans Michaelis: Energiepolitik. In: Werner Weidenfeld, Wolfgang Wessels (Hrsg.): Jahrbuch der Europäischen Integration 1987-88 (= Institut für Europäische Politik, Europa). Union Verlag, Bonn 1988, ISBN 3-7713-0343-5 (wissen-europa.de [PDF]).
- Hans Michaelis: Klima und Kernenergie. In: Deutsches Atomforum (Hrsg.): Kernenergie im Umfeld der 90er Jahre. INFORUM Verlags- und Verwaltungsgesellschaft, Bonn 1990.
- Hans Michaelis, Carsten Salander (Hrsg.): Handbuch Kernenergie – Kompendium der Energiewirtschaft und Energiepolitik. 4. Auflage. VWEW-Verlag, Frankfurt am Main 1995, ISBN 3-8022-0426-3.
- Begründer und Herausgeber des Kommentars zur Preisbildung bei öffentlichen Aufträgen:
  - Hans Michaelis, Carl Artur Rhösa, Horst Beißel, Greiffenhagen, Pauka (Hrsg.): Preisbildung bei öffentlichen Aufträgen: einschließlich Beschaffungswesen; Kommentar zur Verordnung PR Nr. 30/53 über die Preise bei öffentlichen Aufträgen (VPöA), zu den Leitsätzen für die Preisermittlung auf Grund von Selbstkosten (LSP) und zu den wichtigsten nationalen und internationalen Bestimmungen über das Beschaffungswesen mit ausführlichem Text- und Entscheidungs-Teil. Ordner 4. 109. Auflage. R. v. Decker, Heidelberg 2022, ISBN 978-3-7685-2311-0.